# Isobel Waller-Bridge
Isobel Waller-Bridge (* 1984) ist eine britische Komponistin.

## Leben
Isobel Waller-Bridge hat eine jüngere Schwester, die Schauspielerin und Drehbuchautorin Phoebe Waller-Bridge, und einen jüngeren Bruder.
Sie studierte an der Edinburgh University und am King’s College London. Nach ihrem Masterexamen erhielt sie ein Stipendium für die Royal Academy of Music und schloss dort ihr Studium mit einem Diplom ab.
Waller-Bridge hat für eine Reihe von Westend-Inszenierungen und für Bühnen in New York Bühnenmusik komponiert, darunter für die Royal Shakespeare Company, das Royal National Theatre, das Old Vic, das Royal Exchange Theatre oder das Young Vic Theatre. Für ihre Kompositionen ist sie als Best composer am Underwire Film Festival und als Best Sound Designer mit dem Off West End Theatre Award ausgezeichnet worden.
Seit 2002 hat sie Musik für eine Reihe von britischen Fernsehproduktionen geschrieben, darunter für die mit mehreren Emmys und Golden Globes ausgezeichnete Serie Fleabag, für die Phoebe Waller-Bridge das Drehbuch geschrieben hat, außerdem für die beiden Spielfilme Vita & Virginia (2018) und Emma (2020).
Im Sommer 2025 wurde Waller-Bridge Mitglied der Academy of Motion Picture Arts and Sciences.

## Filmografie
- 2011: Beautiful Enough (Kurzfilm)
- 2012: Physics (Kurzfilm)
- 2013: Ellie (Kurzfilm)
- 2013: Disaffected (Kurzfilm)
- 2014: Tracks (Kurzfilm)
- 2014: James (Kurzfilm)
- 2015: True Appaloosa (Dokumentarfilm)
- 2015: Hide and Seek (Kurzfilm)
- 2016–2019: Fleabag (Fernsehserie, 12 Episoden)
- 2017: Little Bird (Kurzfilm)
- 2017: Williams (Dokumentarfilm)
- 2018: The Split – Beziehungsstatus ungeklärt (The Split, Fernsehserie, 6 Episoden)
- 2018: Vita & Virginia
- 2018: Jahrmarkt der Eitelkeiten (Vanity Fair, Fernsehserie, 7 Episoden)
- 2018: Die Morde des Herrn ABC (The ABC Murders, Fernsehdreiteiler)
- 2019: Black Mirror (Fernsehserie, 1 Episode)
- 2019: A Battle in Waterloo (Kurzfilm)
- 2020: Emma.
- 2021: The Fantastic Flitcrofts
- 2021: München – Im Angesicht des Krieges (Munich: The Edge of War)
- 2021: The Phantom of the Open
- 2021–2022: The Way Down: God, Greed and the Cult of Gwen Shamblin (Dokumentarserie, 5 Episoden)
- 2022: I Came By
- 2022: Der Junge, der Maulwurf, der Fuchs und das Pferd (The Boy, the Mole, the Fox and the Horse, Kurzfilm, Stimme im Original)
- 2023: The Lesson
- 2023: Kleine schmutzige Briefe (Wicked Little Letters)